# John Martin Dougherty
John Martin Dougherty (* 29. April 1932 in Scranton, Pennsylvania; † 16. April 2022 ebenda) war ein US-amerikanischer Geistlicher und römisch-katholischer Weihbischof in Scranton. 

## Leben
John Martin Dougherty studierte Theologie am Saint Charles College in Catonsville, am Priesterseminar des Bistums Scranton sowie am St. Mary's Seminary in Baltimore. An der University of Notre Dame absolvierte er ein Philosophiestudium sowie ein Studium der Sakraltheologie. Am 15. Juni 1957 empfing er durch Bischof Jerome Daniel Hannan in der Kathedrale von St. Peter in Scranton die Priesterweihe. 
Er war zunächst in der Pfarrei St. Ann in Tobyhanna tätig. In Vorbereitung auf die Eröffnung des St. Pius X. Seminars in Dalton im 1962 wurde er zum Professor für Aszetische Theologie ernannt. 1964 erfolgte zudem die Bestellung zum Direktor der Gesellschaft für die Glaubensverbreitung des Bistums Scranton. 1968 wurde er durch Papst Paul VI. zum  Monsignore ernannt; Bischof Joseph Carroll McCormick berief ihn 1968 zum Bischofsvikar für Ordensleute. Vir Jahre später wurde er stellvertretenden Kanzler des Bistums und 1976 Diözesandirektor für den Lebensschutz sowie 1977 Kanzler des Bistums Scranton. 1978 wurde er von Papst Johannes Paul II. zum Ehrenprälaten ernannt. 1984 holte ihn Bischof James Clifford Timlin als Generalvikar, Moderator der Kurie und Diözesankonsultor in die Bistumsverwaltung. 1985 wurde er zudem Pfarrer der Pfarrei Saint Patrick, Scranton. 
Papst Johannes Paul II. ernannte ihn am 7. Februar 1995 zum Titularbischof von Sufetula  und Weihbischof in Scranton. Die Bischofsweihe in der Kathedrale St. Peter in Scranton spendete ihm der Bischof von Scranton, James Clifford Timlin, am 7. März desselben Jahres; Mitkonsekratoren waren Francis Xavier DiLorenzo, Bischof von Honolulu, und Joseph Carroll McCormick, Altbischof von Scranton. 1995 wurde er Rektor der Villa Saint Joseph in Dunmore. 2004 übertrug ihm Bischof Joseph Francis Martino mit der Ernennung zum Vikar für die Verwaltung, einem damals neu geschaffenen zentralen Verwaltungsposten, eine bedeutende zusätzliche Verantwortung für die Zusammenarbeit in der täglichen Verwaltung der Diözese. Zwischen 2005 und 2010 war er zudem im Priesterrat und dem Rat der Konsultoren engagiert. 
Am 31. August 2009 nahm Papst Benedikt XVI. seinen altersbedingten Rücktritt an. Bischof Dougherty starb im April 2022, kurz vor seinem 90. Geburtstag.